# Liste der Monuments historiques in Pecquencourt
Die Liste der Monuments historiques in Pecquencourt führt die Monuments historiques in der französischen Gemeinde Pecquencourt auf.

## Liste der Bauwerke
| Bezeichnung                       | Beschreibung | Standort | Kennzeichnung | Schutzstatus | Datum | Bild           |
| --------------------------------- | ------------ | -------- | ------------- | ------------ | ----- | -------------- |
| Reste der ehemaligen Abtei Anchin |              | (Lage)   | PA00107914    | Inscrit      | 1990  | weitere Bilder |

## Liste der Objekte
- Monuments historiques (Objekte) in Pecquencourt in der Base Palissy des französischen Kultusministeriums